# Khetasarai
Khetasarai es un pueblo y nagar Panchayat situado en el distrito de Jaunpur en el estado de Uttar Pradesh (India). Su población es de 19438 habitantes (2011). 

## Demografía
Según el censo de 2011 la población de Khetasarai era de 19438 habitantes, de los cuales 9965 eran hombres y 9473 eran mujeres. Khetasarai tiene una tasa media de alfabetización del 72,21%, superior a la media estatal del 67,68%: la alfabetización masculina es del 79,31%, y la alfabetización femenina del 64,71%.